# Madge Addy
Marguerite Nuttall Addy (18 de febrer de 1904 - 1970), també coneguda amb els cognoms de casada Lightfoot, Holst i Hansen, va ser una dona britànica que va treballar com a infermera durant la Guerra Civil espanyola i com a espia durant la Segona Guerra Mundial.

## Primers anys de vida
Va néixer, a Rusholme, Manchester, a una família de cinc germans. El 1930 es va casar amb Arthur W. Lightfoot a Manchester i es creu que va treballar en un negoci de perruqueria a la zona de Chorlton. També era infermera registrada.
El 1937 va arribar a Espanya durant la Guerra Civil espanyola i va treballar amb les Brigades Internacionals com a cap d'infermeria en un monestir situat a prop d'Uclés, a Castella-La Manxa. Al final de la guerra, el 1939, va ser empresonada, però finalment se li va permetre marxar després d'una petició del govern anglès.

## Segona Guerra Mundial

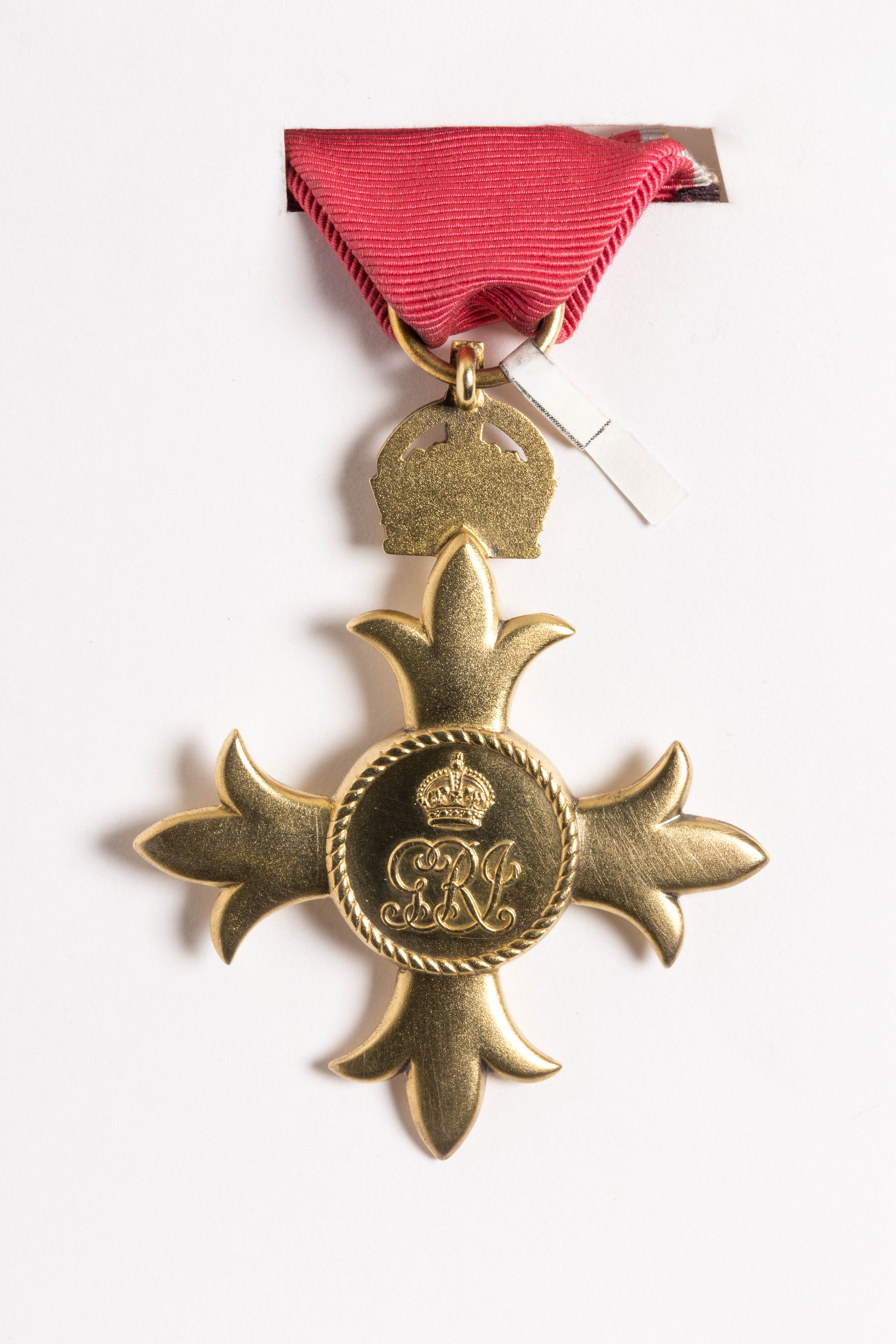
Medalla OBE

Quan Madge va arribar a França l'estiu de 1939, aparentment estava casada amb l'home de negocis noruec Wilhelm Holst, que havia conegut a Espanya. El matrimoni semblav ser un montatge del servei d'intel·ligència i va ser anul·lat el 1945. Tots dos es van unir a l'Executiu d'Operacions Especials i es van dirigir a Marsella per treballar al MI9, un departament de l'Oficina de Guerra Britànica. Marguerite va participar en la creació de la línia d'escapament "Garrow-O'Leary" amb Ian Garrow i Pat O'Leary .
Va ser nomenada Oficial de l'Orde de l'Imperi Britànic (OBE) el gener de 1946. La cita diu:
"Mrs. Holst es trobava a París, on el seu marit noruec Wilhelm Holst es dedicava a les tasques de socors, quan els alemanys van irrompre el 1940 i, posteriorment, es van traslladar d'allà a Marsella. Aquí es va posar en contacte amb el capità Garrow, que havia organitzat la primera ruta d'escapada britànica de França a Espanya. En aquest moment Garrow vivia a Marsella i era necessari per al seu treball evitar el contacte amb la policia francesa. En això va ser molt ajudat per la Sra. Holst, que el va protegir i va ajudar econòmicament. Gràcies a diversos altres contactes de la Sra. Holst, Garrow va poder expandir considerablement la seva organització. Mrs. Holst també va ajudar al tinent comandant O'Leary a la seva arribada a França per treballar amb Garrow. Sobre la detenció d'aquest últim, la Sra. Holst va mantenir el contacte amb ell a la presó i li va enviar el menjar. A la primavera de 1941, la Sra. Holst va visitar Lisboa amb el seu marit i va aportar informació important de l'organització. En els viatges posteriors, viatjant com a subjecte noruec, es va veure obligada a volar en avió civil alemany, portant informació cosida al revestiment del seu abric. Durant una de les seves visites a Lisboa, la Sra. A Holst se li va ensenyar l'ús de tintes secretes per a la comunicació per correu i, per aquest mètode, va continuar enviant des de França despatxos regulars sobre l'organització d'escapament. Demostrant una gran frescor i valentia en la realització del seu perillós treball, la Sra. Holst mai va dubtar a emprendre cap tasca que se li assignés. Una dona anglesa que operava en un territori ocupat per enemics, va entendre perfectament quina seria la pena si la descobrissin. Va ser en gran part gràcies a ella que l'organització original “Garrow-O'Leary” es va poder establir al sud de França, amb la qual cosa es va permetre a diversos centenars de fugidors dels dies de Dunkerque tornar al Regne Unit. "

## Vida posterior
Després de la guerra, es va casar per tercera vegada amb Thorkil A.D. Hansen a Londres el 1955. Va morir com a Marguerite Hansen a Hendon el 1970. Thorkil havia mort el 1966.
El 12 de maig de 2018, el conseller Eddy Newman, alcalde de Manchester, juntament amb representants de la Royal British Legion i de la International Brigade Memorial Trust, van donar a conèixer una placa blava a Manchester Road, Chorlton.